# Maria da Paz de Espanha
Maria da Paz de Espanha (Madrid, 23 de junho de 1862 – Munique, 4 de dezembro de 1946) foi uma Infanta da Espanha, terceira filha da rainha Isabel II da Espanha e do seu marido, o rei Francisco de Assis de Espanha.

## Início de vida
Nascida no Palácio Real de Madrid em 23 de junho de 1862 às 05h10 da manhã, Maria da Paz era filha da rainha Isabel II da Espanha e de seu consorte Francisco de Assis de Espanha, embora a sua verdadeira paternidade seja atribuída ao político e escritor Miguel Tenorio de Castilla. A verdade é que Tenorio de Castilla passou os últimos vinte e seis anos de sua vida no Palácio Nymphenburg, residência da infanta na Baviera, e quando este morreu, ele declarou Maria da Paz sua herdeira universal.

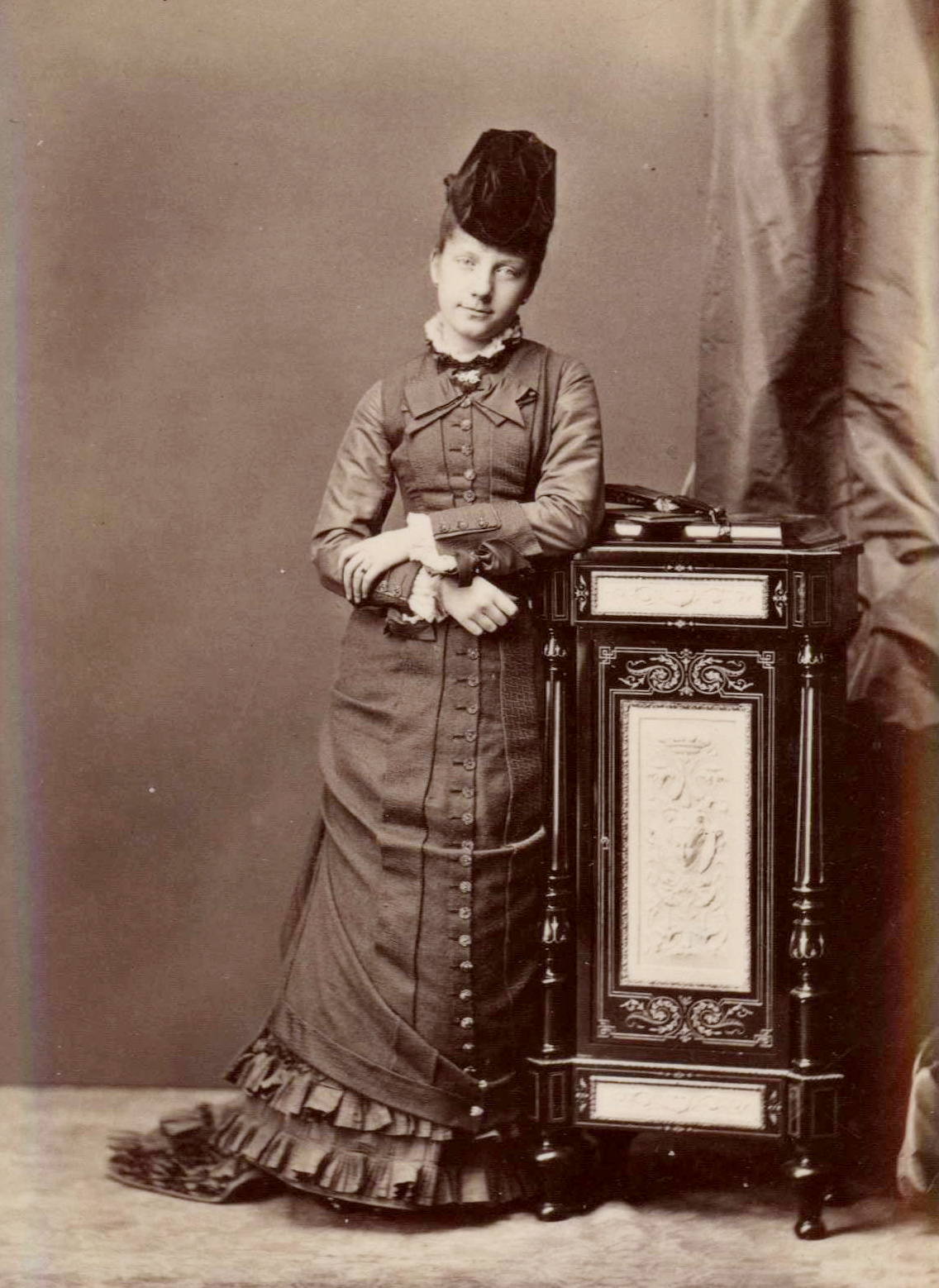
Maria da Paz na década de 1870.

No dia seguinte ao nascimento, a infanta foi batizada pelo arcebispo de Toledo com os nomes de Maria da Paz Joana Amélia Adalberta Francisca de Paula Joana Batista Isabel Francisca de Assis. Seus padrinhos foram seus tios paternos, o príncipe Adalberto da Baviera e a infanta Amália da Espanha. Nos seus primeiros anos, a infanta Maria da Paz foi criada ao lado de suas irmãs, as infantas Maria de Pilar e Eulália, em uma ala do Palácio Real de Madrid. Devido a atmosfera formal da corte espanhola, as pequenas infantas tiveram pouco contato com os pais.

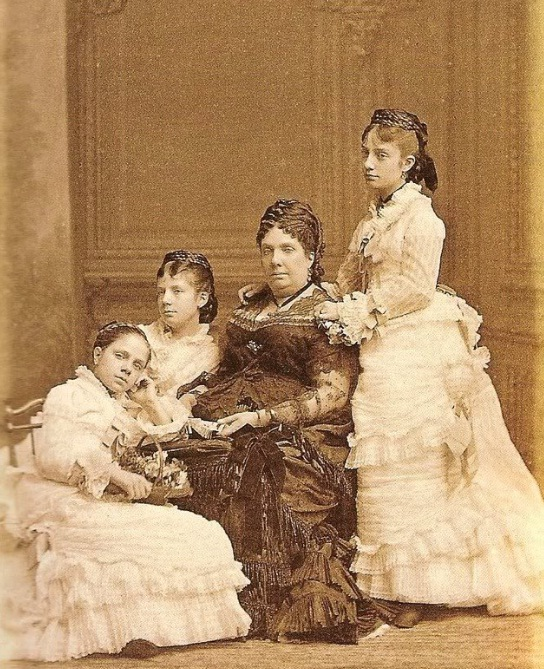
Maria da Paz (2.ª esq.) com a mãe e as irmãs Eulália e Pilar.

Em 1868, quando ela tinha seis anos, Maria da Paz e sua família foram forçados a deixar a Espanha por conta Revolução de 1868, conhecida como La Gloriosa, que destronou Isabel II. Quando a revolução eclodiu, a família real veraneava em San Sebastián onde, em 30 de setembro de 1868, atravessaram a fronteira e foram viver o exílio na França. Isabel II se estabeleceu em Paris com seus filhos, enquanto que o rei consorte foi morar separadamente em Épinay. Maria da Paz foi educada com suas irmãs Pilar e Eulália no Colégio do Sagrado Coração na capital francesa. Ela recebeu sua primeira comunhão em Roma do papa Pio IX.
Em 1874, o irmão de Maria da Paz, o rei Afonso XII, subiu ao trono, após a restauração bourbônica na Espanha. Três anos depois, Maria da Paz retornou à Espanha com suas irmãs Pilar e Eulália. Ela viveu inicialmente em El Escorial com a mãe, mas depois se mudou para o Alcázar de Sevilha. Quando Isabel II voltou a residir permanentemente em Paris, Maria da Paz e suas irmãs se mudaram para o Palácio Real de Madrid com seu irmão, o rei Alfonso XII. A educação das três jovens infantas foi colocada sob a supervisão de sua irmã mais velha, a infanta Isabel, chamada La Chata. Maria da Paz estava particularmente próxima de sua irmã Pilar, que era apenas um ano mais velha. Em 1879, Pilar, de saúde delicada, morreu repentinamente enquanto as irmãs estavam na pequena cidade de Eskoriatza. Maria da Paz, que tinha dezessete anos na época, foi profundamente afetada pela morte de sua irmã.
Dos cinco filhos da rainha Isabel a sobreviver à infância, Maria da Paz era a que mais se assemelhava à mãe. Descrita como baixa e simples, com um pequeno nariz arrebitado e um olhar malicioso em seus pequenos olhos. Ao contrário de suas irmãs Isabel e Eulália, Maria da Paz não tinha uma personalidade forte. Ela era despreocupada, amigável e acolhedora. Romântica e artística, ela gostava muito de escrever poemas e também era uma pintora hábil. Quando criança, estudou a história da Espanha e sempre se interessou por esse assunto. Nos últimos anos, ela escreveu artigos publicados no jornal ABC. Ela também era uma música; tocava harpa e cantava músicas de Paolo Tosti, além das óperas de Giuseppe Verdi e Charles Gounod. Ela também era uma católica dedicada.

## Casamento

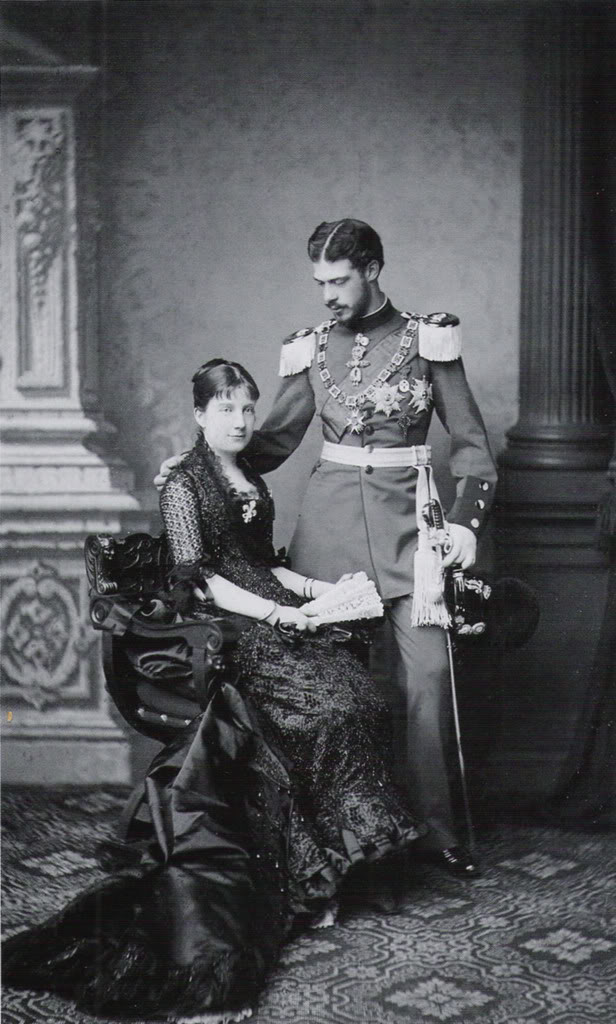
Maria da Paz e Luís Fernando em 1883.

Na primavera de 1880, já haviam planos para o compromisso da infanta com seu primo, Luís Fernando da Baviera. A mãe de Luís Fernando era a infanta Amália da Espanha, irmã do pai de Maria da Paz, Francisco de Assis da Espanha, e prima da rainha Isabel. A infanta Amália queria casar seu filho com Maria da Paz, sua afilhada, e, com isso em mente, escreveu para o irmão e a cunhada, que concordaram com o projeto.
Nesse mesmo ano, Afonso XII, que havia estudado brevemente em Munique com seu primo  Luís Fernando da Baviera, o convidou a Madrid para conhecer Maria da Paz. Em 5 de junho de 1880, Maria da Paz escreveu em seu diário:
| “ | "Tia Amália da Baviera (viúva do príncipe Adalberto) está em Paris com seus filhos Luís e Afonso e sua filha mais velha Isabel. Luís está ansioso para me conhecer, porque gostou do meu retrato. Meu irmão convidou todos a Madrid. Os dois irmãos virão no outono. Ouvi muitas coisas boas sobre Luís. Dizem que ele é sério e educado. Ele provavelmente acredita que eu sou mais bonita do que realmente sou. Deixo tudo nas mãos de Deus..." | ” |

Quando a infanta finalmente conheceu Luís Fernando, no outono de 1880, ela o achou pouco atraente e abandonou a ideia de compromisso. No entanto, depois de dois anos sem qualquer outra perspectiva matrimonial, a infanta Maria da Paz aceitou a proposta de seu primo. Em janeiro de 1883, Luís Fernando voltou à Espanha para pedir a mão de Maria da Paz em casamento. Enquanto caminhavam juntos nos jardins do parque Casa de Campo, em Madrid, Luís propôs mais uma vez a Maria da Paz, ela aceitou, anunciando oficialmente o noivado em 23 de janeiro. O casamento teve lugar no dia 2 de abril de 1883 na capela do Palácio Real de Madrid. A cerimônia contou com a maioria dos membros da família real, incluindo Isabel II, exceto o pai, que permaneceu no seu refúgio em Épinay. Pelo contrato de casamento assinado no dia anterior, Maria da Paz manteve seus direitos à coroa espanhola receberia um subsídio anual de 150 000 pesetas. Maria da Paz tinha vinte anos. Entre seus presentes de casamento estava a Tiara Bávara que permaneceu na família até ser vendida em um leilão em 2013.
Após uma visita a seu pai em Paris, a infanta e o príncipe se mudaram para Munique, instalando-se no Palácio Nymphenburg.

## Vida na Baviera

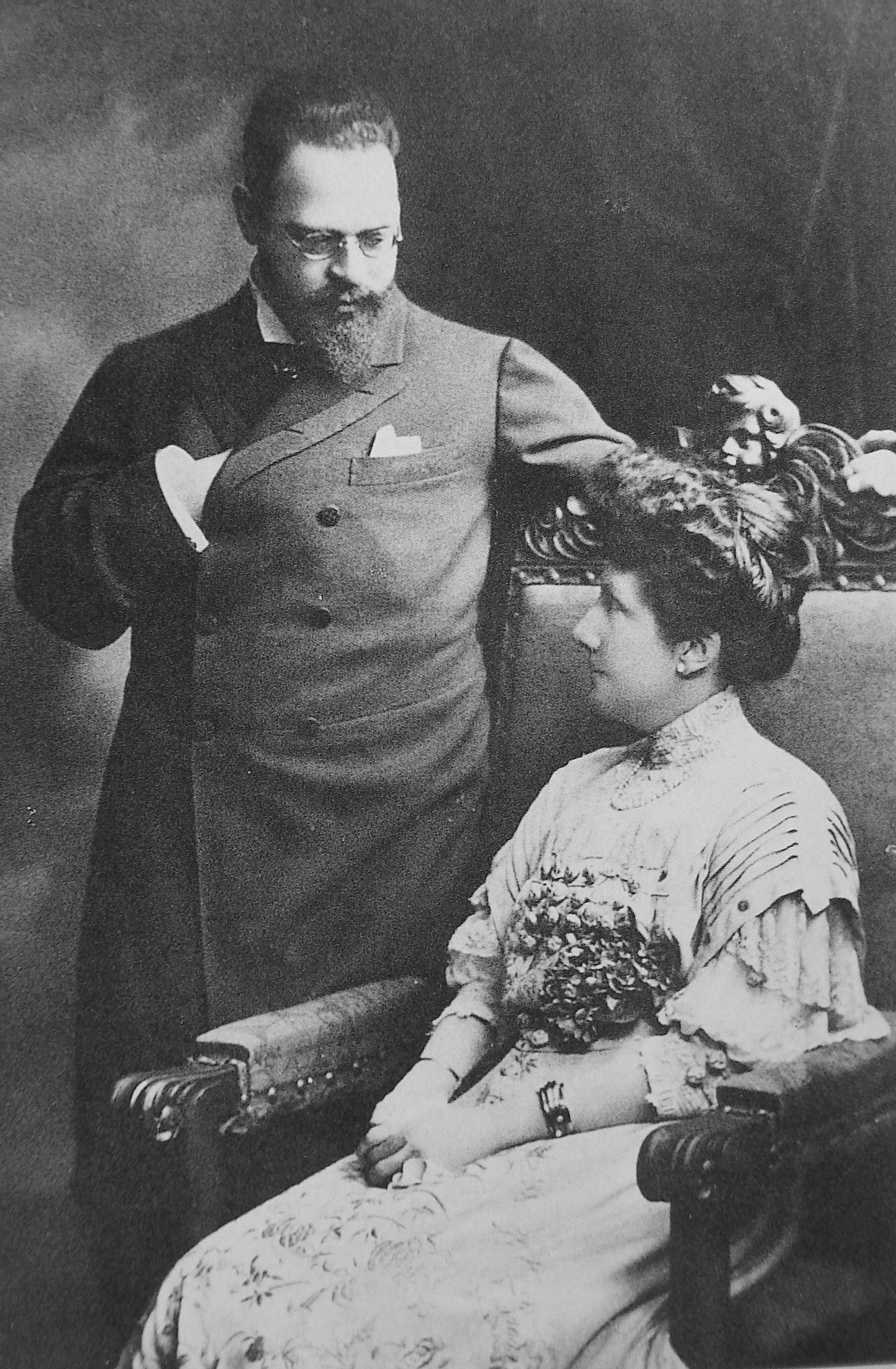
Luís Fernando e Maria da Paz.

Luís Fernando não era apenas primo do rei Luís II da Baviera, mas também era muito apreciado por ele e encarregado de alguns assuntos financeiros do rei. Em Munique, quando Maria da Paz conheceu o rei Luís II, eles conversaram em francês, e ele a recebeu calorosamente. Tragicamente, o relacionamento próximo de Mria da Paz com o governante da Baviera terminou rapidamente, O rei Luís II foi deposto e morreu em circunstâncias misteriosas em 1886. Foi sucedido por seu único irmão, Oto, que nunca verdadeiramente governou como rei, dado que fora declarado louco em 1875. O tio de Oto, o príncipe Leopoldo da Baviera, atuou como príncipe regente. Durante as festividades de sua chegada à corte da Baviera, Maria da Paz conheceu o príncipe Leopoldo. Na Espanha, Maria da Paz já havia conhecido dois dos filhos de Leopoldo: Arnulfo e Leopoldo. Este último era casado com a arquiduquesa Gisela da Áustria, filha do imperador Francisco José I. Maria da Paz e Gisela se tornaram amigas íntimas. Como todos os membros da família real da Baviera, Maria da Paz estava relacionada com o filho mais velho de Leopoldo, que se tornou rei da Baviera em 1913 como Luís III. Sua esposa Maria Teresa da Áustria-Este, era a meia-irmã da rainha Maria Cristina da Espanha. Maria da Paz também era íntima entre os membros do ramo ducal da Casa de Wittelsbach.
O casamento da infanta e do príncipe Luís Fernando foi longo e feliz. Eles tiveram três filhos: Fernando, Adalberto e Pilar. O mais velho, o príncipe Fernando, seguiu a tradição dos casamentos bávaro-espanhóis e viveu a maior parte de sua vida na Espanha. Os filhos mais novos de Maria da Paz herdaram seus interesses artísticos e literários. O príncipe Adalberto era escritor e historiador e a princesa Pilar era pintora e escreveu um livro sobre o reinado de seu primo, o rei Afonso XIII. Dado que seu filho mais velho se estabeleceu na Espanha, Paz fazia viagens frequentes ao país de origem para visitar seus netos espanhóis.
O marido de Maria da Paz, o príncipe Luís Fernando, era um grande amante da música e tocava violino com a orquestra real de Munique. Além de seguir uma carreira militar nos escalões mais altos, ele praticava medicina, que havia estudado na Universidade de Munique. Ele evitou as intrigas da capital, pois não gostava da vida na corte, o casal preferiu morar com os três filhos no Palácio Nymphenburg. Eles se cercaram de artistas espanhóis que visitaram a Baviera, entre eles estavam o compositor Tomás Bretón, o violista Pablo Sarasate e os pintores Eduardo Rosales e José Moreno Carbonero.

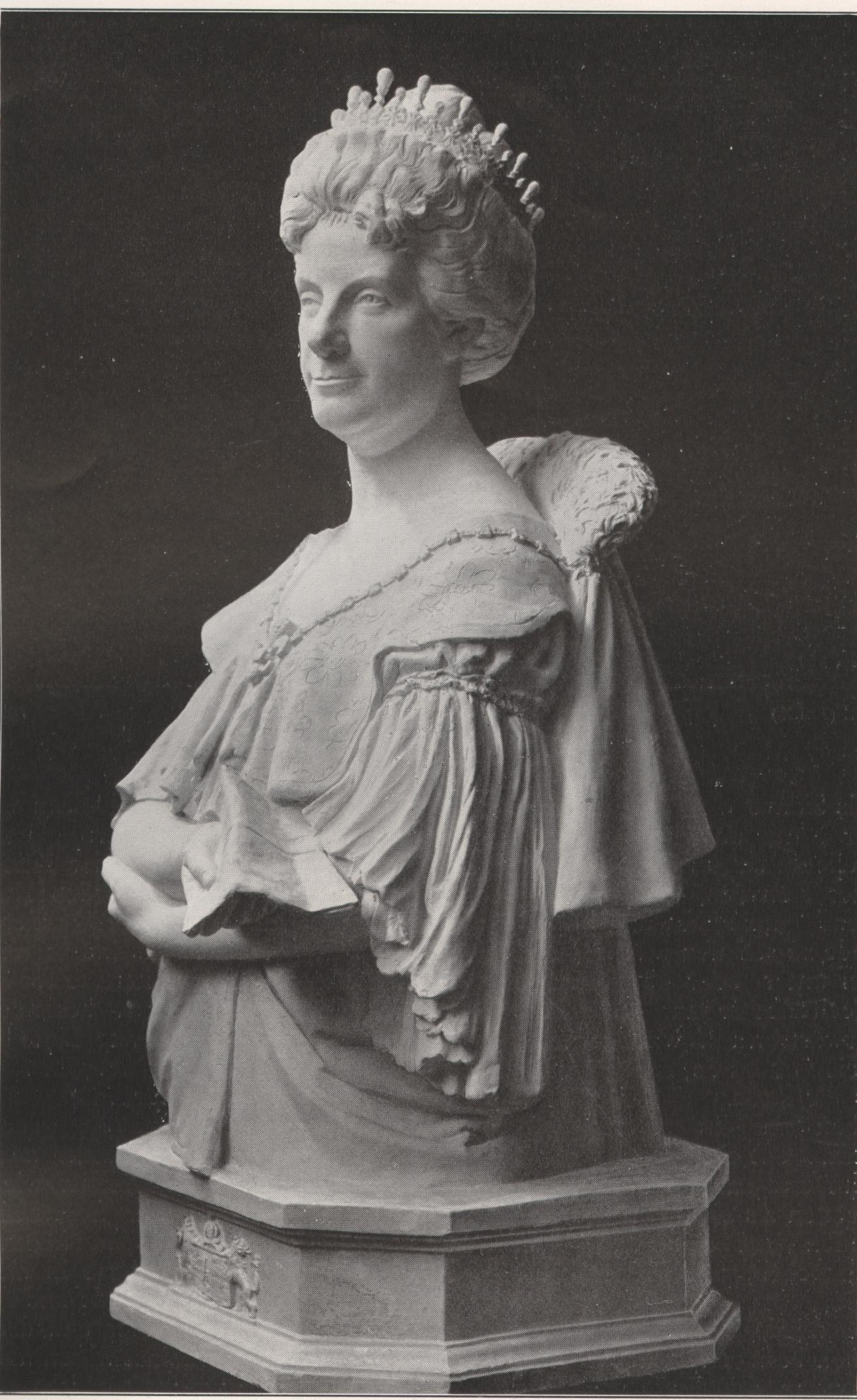
Busto de autoria de Eloy Palacios, 1908

Em Munique, Maria da Paz dedicou grande parte de seu tempo a caridade. Ela expandiu um asilo para crianças pobres em Neuhausen-Nymphenburg, chamado Marien-Ludwig-Ferdinand. Em 1913, ela fundou uma escola em Munique, nos arredores do Palácio Nymphenburg, que acomodou 38 estudantes vindos de diferentes províncias da Espanha. Esta instituição foi dissolvida em 1918 na época da Revolução Alemã que terminou com a monarquia na Baviera. A infanta também era responsável pela exibição de arte realizada todos os anos no Glaspalast de Munique até sua destruição por fogo em 1931. Além de artistas espanhóis, sua casa foi visitada por escritores e artistas como o compositor Richard Strauss, o pintor Franz von Lenbach e o vencedor do Nobel de Literatura Paul Heyse, entre outros.
Da Baviera, a infanta acompanhava a vida de sua família espanhola através das cartas de sua irmã Isabel. O único irmão de Maria da Paz, o rei Afonso XII, morreu jovem em 1886. Maria da Paz manteve um relacionamento caloroso com sua cunhada, a rainha Maria Cristina, que era regente da Espanha. Mais tarde o seu sobrinho Afonso XIII, também adquiriu grande afeição por sua tia. Os laços de Maria da Paz com seu país natal foram reforçados com o casamento de seu filho mais velho, o príncipe Fernando da Baviera, com sua prima, a infanta Maria Teresa da Espanha. Em 1905, seu sobrinho Afonso XIII a visitou durante sua turnê européia em busca de uma esposa. No ano seguinte, Maria da Paz e sua família foram para Madrid e representaram a Baviera no casamento do rei com Vitória Eugénia de Battenberg. Como presente de casamento, Maria da Paz deu a Vitória Eugénia uma coroa de ouro encontrada no rio Darro que pertencia a Isabel II.
Em 1914, Maria da Paz viajou de automóvel para Salamanca, Leão, Oviedo, Covadonga e a costa da Cantábria, acompanhada pelo Marquês de la Vega de Anzo, sua irmã a infanta Isabel e sua filha a princesa Pilar. No início da Primeira Guerra Mundial, em agosto daquele ano, ela ficou em Nymphenburg. Seu filho Adalberto, chefe de artilharia, juntou-se às forças alemãs. Sua irmã Eulália era uma visitante frequente e foi de grande ajuda depois da devastação causada pela guerra.

## Últimos anos
Com a chegada do nazismo ao poder em 1933, sua família foi colocada sob rigorosa vigilância. A Gestapo a proibiu de manter correspondência com a Espanha, com exceção de seu sobrinho, o exilado rei Afonso XIII. No final da Segunda Guerra Mundial, o Exército dos Estados Unidos ocupou Munique. Vários soldados agrediram a infanta e seu marido, como o príncipe Constantino da Baviera narrou em suas memórias:
| “ | Eles foram ameaçados com um revólver aos gritos: "Vamos lá, as jóias!" Minha avó Paz entregou a eles um joalheiro com as jóias herdadas de sua mãe, Isabel II, que haviam sido salvas. Os americanos, para provar a autenticidade do saque, arranharam as pedras preciosas contra o vidro de uma janela. Então ficaram enfurecidos: "Não há mais sinais; É tudo falso! Minha avó, em voz calma, respondeu em inglês: "Que curioso, eu sempre acreditei que as jóias de minha mãe eram autênticas". | ” |

No início de 1946, a infanta sofreu uma queda das escadas do Palácio Nymphenburg. O acidente a deixou debilitada por vários meses até sua morte, em 4 de dezembro daquele ano. Um dos anarquistas espanhóis a quem a infanta ajudou na Baviera após a Guerra Civil escreveu:
| “ | Paz sucumbiu em 4 de dezembro de 1946, às 05:45 da manhã. Lembro-me daquele dia como o mais amargo e triste da minha vida, consciente de cérebro e coração que com a perda de Paz perdemos não apenas a pessoa mais profundamente amada por todos nós, mas também todas as nossas esperanças de uma reconciliação pacífica e fraterna entre as duas Espanhas. | ” |

Ela foi enterrada na cripta real na Igreja de São Miguel (Jesuitenkirche St. Michael), em Munique.

## Obras

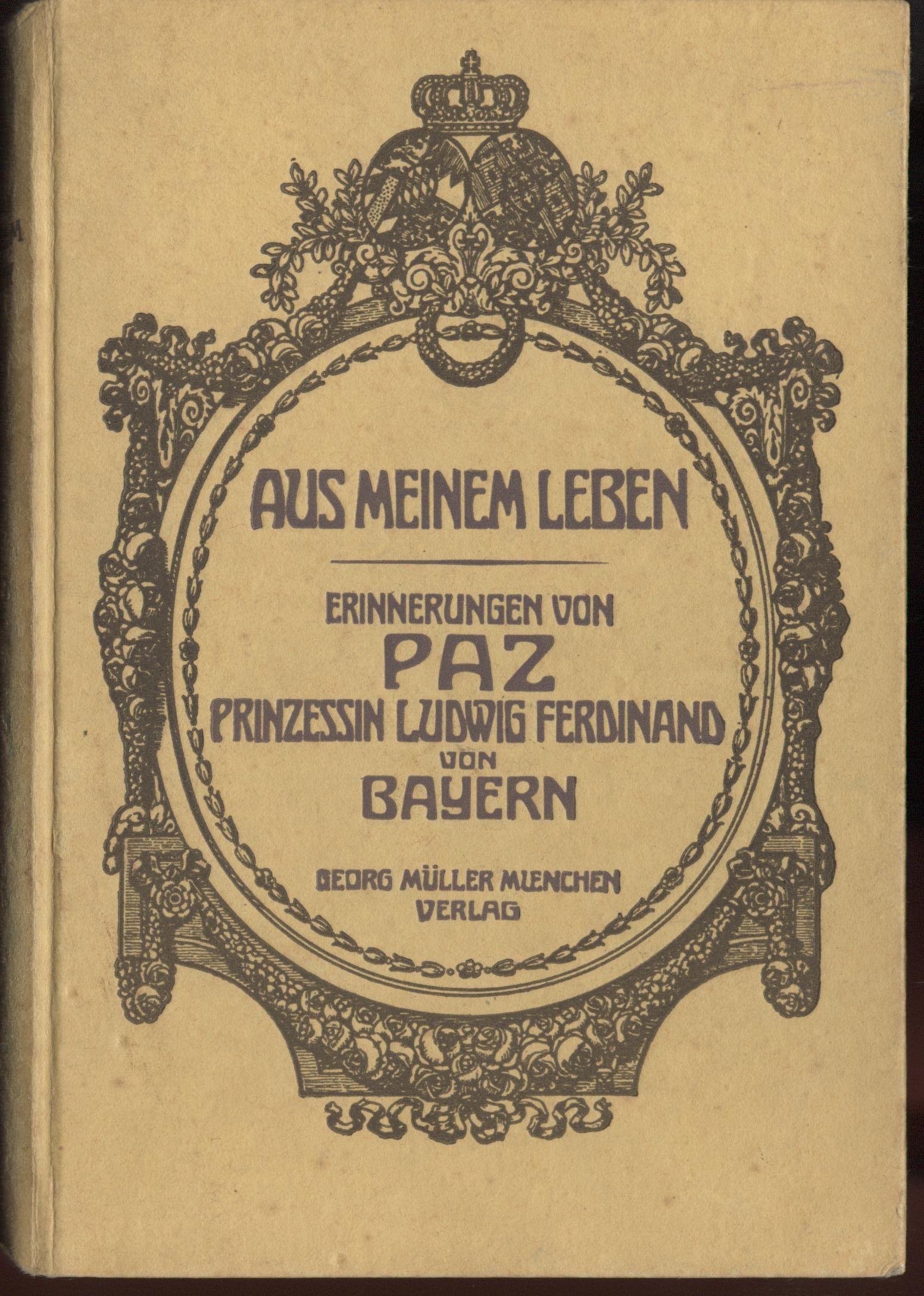
As Memórias da Infanta publicadas em 1917.

- Cuatro revoluciones e intermedios: Setenta años de mi vida. Memorias de la Infanta Paz. Espasa-Calpe, Madrid, 1935.[20]
- Aus meine Leben: Erinnereungen von Prinzessin Ludwig Ferdinand von Bayern (Munique, Georg Muller, 1917)[20]
- De mi vida. Impresiones (Madrid, 1909), De mi vida. Impresiones (Salamanca, 1911)
- Buscando las huellas de Don Quijote (Friburgo, 1905).[20]
- Emmanuela Theresa von Orden St. Clara, tochter des Kurfürsten Max Emanuel von Bayern 1696–1750 (Munique, 1902, publicado em alemão e francês).[20]
- Poesías (Freiburg,1904), Roma eterna (Munique, 1922).[20]

Além disso, a Infanta traduziu para do alemão para o espanhol as obras históricas de seu filho, o príncipe Adalberto, e colaborou regularmente no ABC.

## Títulos, estilos, honras e armas

### Títulos e estilos
- 23 de junho de 1862 – 4 de dezembro de 1946: Sua Alteza Real, a Infanta Maria da Paz da Espanha
- 2 de abril de 1883 – 4 de dezembro de 1946: Sua Alteza Real, a Princesa Maria da Paz da Baviera, Infanta da Espanha

### Honras
- Espanha: 593.° Dama Nobre da Ordem da Rainha Maria Luísa - .
- Dama da Ordem de Teresa[21]
- Dama da Ordem de Santa Isabel[21]
- Dama da Ordem da Cruz Estrelada (Primeira Classe) [22][21]

### Brasões
| Brasão de Maria da Paz como Princesa da Baviera | Brasão de Maria da Paz na Espanha |

## Descendência

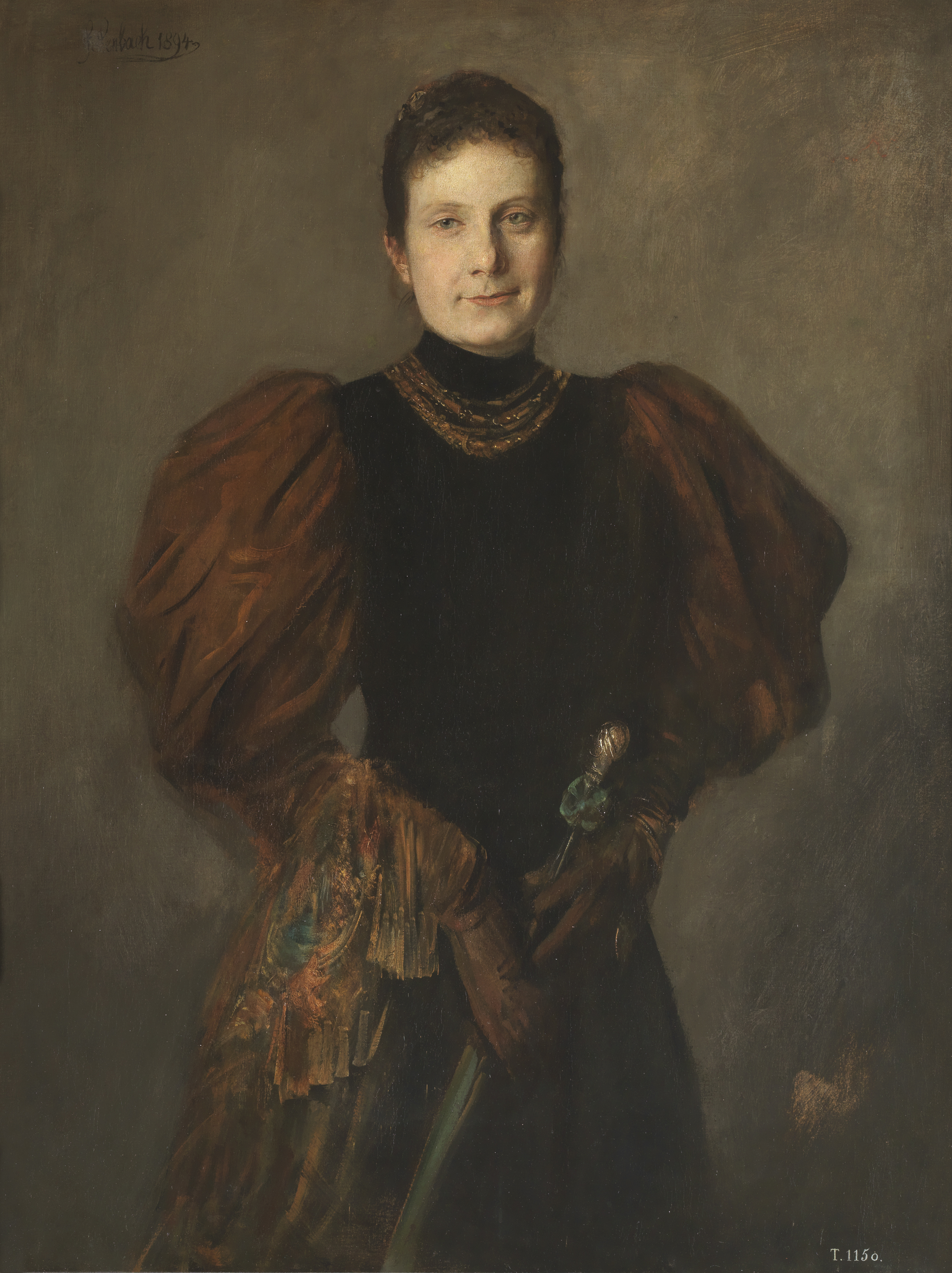
Retrato de 1894, por Franz von Lenbach.

| Imagem | Nome      | Nascimento          | Morte                  | Notas                                                              |
| ------ | --------- | ------------------- | ---------------------- | ------------------------------------------------------------------ |
|        | Fernando  | 10 de maio de 1884  | 5 de abril de 1958     | Casou-se com Maria Teresa da Espanha, com descendência             |
|        | Adalberto | 3 de junho de 1886  | 29 de dezembro de 1970 | Casou-se com Auguste von Seefried auf Buttenheim, com descendência |
|        | Pilar     | 13 de março de 1891 | 29 de janeiro de 1987  | Não se casou                                                       |